# تشارلز رودز
تشارلز رودز (بالإنجليزية: Charles Rhodes)‏ مواليد 25 يونيو 1985 في غالفستون، هو لاعب كرة سلة أمريكي. بدأ مسيرته الاحترافية في سنة 2008. يلعب مع فريق سان ميغيل بيرمن في الرابطة الفلبينية لكرة السلة كلاعب وسط. يبلغ طوله 6 قدم 8 بوصة (2.0 م).

## المسيرة الاحترافية
لعب مع بوسان كي تي سونيكبوم من سنة 2010 إلى 2012، ثم لعب مع باسكت سرقسطة 2002 في الدوري الإسباني في سنة 2012، ثم لعب مع عنتاب لكرة السلة في الدوري التركي في سنة 2012، ثم لعب مع بوسان كي تي سونيكبوم في موسم 2014–2015، ثم لعب مع أولسان موبيس فوبوس في موسم 2016–2017، ثم لعب مع سان ميغيل بيرمن في سنة 2017.

## روابط خارجية
- تشارلز رودز على موقع كرة السلة الأوروبية.كوم (الإنجليزية)
- تشارلز رودز على موقع كرة السلة الأوروبية.كوم (الإنجليزية)
- تشارلز رودز على موقع DraftExpress.com (الإنجليزية)
- تشارلز رودز على موقع كلية كرة السلة في سبورتس رفرنس.كوم (الإنجليزية)
- تشارلز رودز على موقع ريلجم (الإنجليزية)
- تشارلز رودز على موقع بروبوليرز (الإنجليزية)